# Saison 2021-2022 des Celtics de Boston
La saison 2021-2022 des Celtics de Boston est la 76e saison de la franchise en National Basketball Association (NBA).
Le 20 août 2021, la ligue annonce que la saison régulière démarre le 19 octobre 2021, avec un format typique de 82 matchs. 
Après leur élimination au premier tour des playoffs la saison précédente, Danny Ainge a quitté son rôle de manager général. Brad Stevens est nommé comme successeur, l'obligeant à quitter ses fonctions d'entraîneur. Les Celtics ont alors embauché Ime Udoka comme nouvel entraîneur principal, le 28 juin 2021.
Les Celtics ont débuté la saison avec un bilan négatif de 18-21, mais ont totalement inversé la tendance à partir de janvier et terminent la saison avec un bilan de 51-31, ainsi qu'une deuxième place dans la Conférence Est et le titre de champion de division, pour la première fois depuis 2017. Les Celtics détiennent maintenant la plus longue série de participations aux playoffs en cours, avec des apparitions consécutives depuis 2015.
Au cours de la saison régulière, Jayson Tatum est sélectionné pour participer au NBA All-Star Game. De plus, à l'issue de la saison régulière, Marcus Smart remporte le titre de NBA Defensive Player of the Year, devenant le premier meneur depuis Gary Payton en 1996 à remporter cette distinction.
Au cours des playoffs, les Celtics ont éliminés les Nets de Brooklyn en quatre matchs au premier tour. En demi-finale de conférence, ils ont affronté le champion en titre, les Bucks de Milwaukee, pour la troisième fois en cinq saisons, prenant le dessus au terme de sept matchs. Les Celtics ont accédé à finale de conférence pour la quatrième fois en six ans pour affronter le Heat de Miami, leader de la saison régulière dans la conférence Est. Lors des deux précédentes finales de conférence, les Celtics ont perdu à deux reprises ; en 2012 en sept matchs et en 2020 en six matchs. Cette fois-ci, ils ont battu le Heat en sept matchs, dont trois victoires à l'extérieur, pour se qualifier pour les Finales NBA 2022, marquant leur première apparition en Finales NBA depuis 2010. Tatum remporte le tout premier trophée de MVP des finales de conférence Est. Ils ont affronté les Warriors de Golden State mais s'inclinent au terme de six matchs, alors que la franchise menait 2-1 au cours de la série.

## Draft
| Tour | Choix | Joueur         | Poste | Nationalité | Provenance       |
| ---- | ----- | -------------- | ----- | ----------- | ---------------- |
| 2    | 45    | Juhann Begarin | SG    | France      | Paris Basketball |

## Matchs

### Summer League
| Summer League Total: 4-1 |

| Match | Date match | Équipe       | Score    | Meilleur marqueur     | Meilleur rebondeur     | Meilleur passeur      | Lieux                | Série |
| ----- | ---------- | ------------ | -------- | --------------------- | ---------------------- | --------------------- | -------------------- | ----- |
| 1     | 8 août     | Atlanta      | V 85-83  | Payton Pritchard (23) | Carsen Edwards (8)     | Carsen Edwards (6)    | Cox Pavilion         | 1 - 0 |
| 2     | 10 août    | Denver       | V 107-82 | Aaron Nesmith (33)    | Edwards, Pritchard (8) | Payton Pritchard (12) | Thomas & Mack Center | 2 - 0 |
| 3     | 12 août    | Orlando      | V 108-71 | Sam Hauser (21)       | Aaron Nesmith (9)      | Payton Pritchard (9)  | Cox Pavilion         | 3 - 0 |
| 4     | 14 août    | Philadelphie | V 100-80 | Zach Auguste (18)     | Bruno Fernando (11)    | Carsen Edwards (7)    | Cox Pavilion         | 4 - 0 |
| 5     | 17 août    | Sacramento   | D 67-100 | Carsen Edwards (15)   | Zach Auguste (8)       | Payton Pritchard (8)  | Thomas & Mack Center | 4 - 1 |

### Pré-saison
| Pré-saison Total: 2-2 (Domicile : 2-0; Extérieur : 0-2) |

| Match | Date match | Équipe    | Score     | Meilleur marqueur  | Meilleur rebondeur  | Meilleur passeur         | Lieux Spectateurs   | Série |
| ----- | ---------- | --------- | --------- | ------------------ | ------------------- | ------------------------ | ------------------- | ----- |
| 1     | 4 octobre  | Orlando   | V 98-97   | Jaylen Brown (25)  | Jayson Tatum (9)    | Payton Pritchard (5)     | TD Garden 19 156    | 1 - 0 |
| 2     | 9 octobre  | Toronto   | V 113-111 | Jayson Tatum (20)  | Enes Kanter (10)    | Smart, Tatum (7)         | TD Garden 19 156    | 2 - 0 |
| 3     | 13 octobre | @ Orlando | D 102-103 | Aaron Nesmith (23) | Robert Williams (7) | Nesmith, G. Williams (4) | Amway Center 13 519 | 2 - 1 |
| 4     | 15 octobre | @ Miami   | D 100-121 | Jayson Tatum (23)  | Jayson Tatum (8)    | Dennis Schröder (6)      | FTX Arena 19 600    | 2 - 2 |

### Saison régulière
| Saison régulière Total: 51-31 (Domicile : 28-13; Extérieur : 23-18) |

| Match | Date match | Équipe       | Score           | Meilleur marqueur | Meilleur rebondeur        | Meilleur passeur    | Lieux Spectateurs            | Série |
| ----- | ---------- | ------------ | --------------- | ----------------- | ------------------------- | ------------------- | ---------------------------- | ----- |
| 1     | 20 octobre | @ New York   | D 134-138 (2OT) | Jaylen Brown (46) | Jayson Tatum (11)         | Dennis Schröder (8) | Madison Square Garden 19 812 | 0 - 1 |
| 2     | 22 octobre | Toronto      | D 83-115        | Jayson Tatum (18) | Al Horford (11)           | Marcus Smart (5)    | TD Garden 19 156             | 0 - 2 |
| 3     | 24 octobre | @ Houston    | V 107-97        | Jayson Tatum (31) | Al Horford (10)           | Schröder, Smart (5) | Toyota Center 17 238         | 1 - 2 |
| 4     | 25 octobre | @ Charlotte  | V 140-129 (OT)  | Jayson Tatum (41) | Robert Williams (16)      | Schröder, Tatum (8) | Spectrum Center 16 069       | 2 - 2 |
| 5     | 27 octobre | Washington   | D 107-116       | Jayson Tatum (23) | Horford, R. Williams (11) | Dennis Schröder (6) | TD Garden                    | 2 - 3 |
| 6     | 30 octobre | @ Washington | D 112-115 (2OT) | Jaylen Brown (34) | Jayson Tatum (15)         | Dennis Schröder (9) | Capital One Arena 15 813     | 2 - 4 |

| Match | Date match   | Équipe        | Score          | Meilleur marqueur    | Meilleur rebondeur   | Meilleur passeur    | Lieux Spectateurs                 | Série   |
| ----- | ------------ | ------------- | -------------- | -------------------- | -------------------- | ------------------- | --------------------------------- | ------- |
| 7     | 1er novembre | Chicago       | D 114-128      | Jaylen Brown (28)    | Al Horford (10)      | Dennis Schröder (5) | TD Garden 19 156                  | 2 - 5   |
| 8     | 3 novembre   | @ Orlando     | V 92-79        | Jaylen Brown (28)    | Al Horford (12)      | Al Horford (7)      | Amway Center 12 735               | 3 - 5   |
| 9     | 4 novembre   | @ Miami       | V 95-78        | Jaylen Brown (17)    | Robert Williams (10) | Dennis Schröder (6) | FTX Arena 19 600                  | 4 - 5   |
| 10    | 6 novembre   | @ Dallas      | D 104-107      | Jayson Tatum (32)    | Jayson Tatum (11)    | Schröder, Smart (6) | American Airlines Center 20 052   | 4 - 6   |
| 11    | 10 novembre  | Toronto       | V 104-88       | Jayson Tatum (22)    | Robert Williams (13) | Jayson Tatum (7)    | TD Garden 19 156                  | 5 - 6   |
| 12    | 12 novembre  | Milwaukee     | V 122-113 (OT) | Dennis Schröder (38) | Jayson Tatum (11)    | Marcus Smart (6)    | TD Garden 19 156                  | 6 - 6   |
| 13    | 13 novembre  | @ Cleveland   | D 89-91        | Dennis Schröder (28) | Robert Williams (16) | Marcus Smart (8)    | Rocket Mortgage FieldHouse 19 432 | 6 - 7   |
| 14    | 15 novembre  | @ Cleveland   | V 98-92        | Jayson Tatum (23)    | Al Horford (9)       | Smart, Tatum (5)    | Rocket Mortgage FieldHouse 17 186 | 7 - 7   |
| 15    | 17 novembre  | @ Atlanta     | D 99-110       | Jayson Tatum (34)    | Jayson Tatum (9)     | Marcus Smart (11)   | State Farm Arena 16 445           | 7 - 8   |
| 16    | 19 novembre  | L.A. Lakers   | V 130-108      | Jayson Tatum (37)    | Jayson Tatum (11)    | Schröder, Smart (6) | TD Garden 19 156                  | 8 - 8   |
| 17    | 20 novembre  | Oklahoma City | V 111-105      | Jayson Tatum (33)    | Al Horford (11)      | Marcus Smart (8)    | TD Garden 19 156                  | 9 - 8   |
| 18    | 22 novembre  | Houston       | V 108-90       | Jayson Tatum (30)    | Robert Williams (15) | Marcus Smart (5)    | TD Garden 19 156                  | 10 - 8  |
| 19    | 24 novembre  | Brooklyn      | D 104-123      | Marcus Smart (20)    | Jayson Tatum (8)     | Marcus Smart (8)    | TD Garden 19 156                  | 10 - 9  |
| 20    | 26 novembre  | @ San Antonio | D 88-96        | Jayson Tatum (24)    | Jayson Tatum (12)    | Marcus Smart (8)    | AT&T Center 15 360                | 10 - 10 |
| 21    | 28 novembre  | @ Toronto     | V 109-97       | Marcus Smart (21)    | Al Horford (11)      | Jayson Tatum (10)   | Scotiabank Arena 19 800           | 11 - 10 |

| Match | Date match   | Équipe          | Score     | Meilleur marqueur    | Meilleur rebondeur           | Meilleur passeur       | Lieux Spectateurs              | Série   |
| ----- | ------------ | --------------- | --------- | -------------------- | ---------------------------- | ---------------------- | ------------------------------ | ------- |
| 22    | 1er décembre | Philadelphie    | V 88-87   | Jayson Tatum (26)    | Jayson Tatum (16)            | Marcus Smart (8)       | TD Garden 19 156               | 12 - 10 |
| 23    | 3 décembre   | @ Utah          | D 130-137 | Jayson Tatum (37)    | Horford, Tatum (6)           | Al Horford (9)         | Vivint Smart Home Arena 18 306 | 12 - 11 |
| 24    | 4 décembre   | @ Portland      | V 145-117 | Jayson Tatum (31)    | Enes Kanter Freedom (15)     | Dennis Schröder (8)    | Moda Center 18 193             | 13 - 11 |
| 25    | 7 décembre   | @ L.A. Lakers   | D 102-117 | Jayson Tatum (34)    | Horford, Tatum (8)           | Marcus Smart (6)       | Staples Center 18 997          | 13 - 12 |
| 26    | 8 décembre   | @ L.A. Clippers | D 111-114 | Jayson Tatum (29)    | Jayson Tatum (10)            | Dennis Schröder (8)    | Staples Center 17 064          | 13 - 13 |
| 27    | 10 décembre  | @ Phoenix       | D 90-111  | Jayson Tatum (24)    | Langford, Tatum (7)          | Quatre joueurs (3)     | Footprint Center 17 071        | 13 - 14 |
| 28    | 13 décembre  | Milwaukee       | V 117-103 | Jayson Tatum (42)    | G. Williams, R. Williams (7) | Marcus Smart (11)      | TD Garden 19 156               | 14 - 14 |
| 29    | 17 décembre  | Golden State    | D 107-111 | Jayson Tatum (27)    | Robert Williams (11)         | Marcus Smart (8)       | TD Garden 19 156               | 14 - 15 |
| 30    | 18 décembre  | New York        | V 114-107 | Josh Richardson (27) | Jayson Tatum (9)             | Brown, Smart (5)       | TD Garden 19 156               | 15 - 15 |
| 31    | 20 décembre  | Philadelphie    | D 103-108 | Jaylen Brown (30)    | Enes Kanter Freedom (11)     | Jayson Tatum (6)       | TD Garden 19 156               | 15 - 16 |
| 32    | 22 décembre  | Cleveland       | V 111-101 | Jaylen Brown (34)    | Robert Williams (11)         | Robert Williams (7)    | TD Garden 19 156               | 16 - 16 |
| 33    | 25 décembre  | @ Milwaukee     | D 113-117 | Jayson Tatum (25)    | Robert Williams (14)         | Marcus Smart (7)       | Fiserv Forum 17 341            | 16 - 17 |
| 34    | 27 décembre  | @ Minnesota     | D 103-108 | Jaylen Brown (26)    | Robert Williams (11)         | Horford, Pritchard (6) | Target Center 15 962           | 16 - 18 |
| 35    | 29 décembre  | L.A. Clippers   | D 82-91   | Jaylen Brown (30)    | Robert Williams (14)         | Al Horford (8)         | TD Garden 19 156               | 16 - 19 |
| 36    | 31 décembre  | Phoenix         | V 123-108 | Brown, Smart (24)    | Brown, R. Williams (11)      | Robert Williams (10)   | TD Garden 19 156               | 17 - 19 |

| Match | Date match | Équipe                | Score          | Meilleur marqueur    | Meilleur rebondeur      | Meilleur passeur    | Lieux Spectateurs            | Série   |
| ----- | ---------- | --------------------- | -------------- | -------------------- | ----------------------- | ------------------- | ---------------------------- | ------- |
| 37    | 2 janvier  | Orlando               | V 116-111 (OT) | Jaylen Brown (50)    | Jaylen Brown (11)       | Schröder, Smart (7) | TD Garden 19 156             | 18 - 19 |
| 38    | 5 janvier  | San Antonio           | D 97-99        | Jaylen Brown (30)    | Robert Williams (9)     | Marcus Smart (6)    | TD Garden 19 156             | 18 - 20 |
| 39    | 6 janvier  | @ New York            | D 105-108      | Jayson Tatum (36)    | Robert Williams (9)     | Jayson Tatum (9)    | Madison Square Garden 17 529 | 18 - 21 |
| 40    | 8 janvier  | New York              | V 99-75        | Jaylen Brown (22)    | Jaylen Brown (11)       | Jaylen Brown (11)   | TD Garden 19 156             | 19 - 21 |
| 41    | 10 janvier | Indiana               | V 101-98 (OT)  | Jaylen Brown (26)    | Jaylen Brown (15)       | Jaylen Brown (6)    | TD Garden 19 156             | 20 - 21 |
| 42    | 12 janvier | @ Indiana             | V 119-100      | Jaylen Brown (34)    | Robert Williams (9)     | Trois joueurs (4)   | Gainbridge Fieldhouse 13 560 | 21 - 21 |
| 43    | 14 janvier | @ Philadelphie        | D 99-111       | Jaylen Brown (21)    | Robert Williams (14)    | Jayson Tatum (5)    | Wells Fargo Center 20 444    | 21 - 22 |
| 44    | 15 janvier | Chicago               | V 114-112      | Jayson Tatum (23)    | Robert Williams (13)    | Dennis Schröder (8) | TD Garden 19 156             | 22 - 22 |
| 45    | 17 janvier | La Nouvelle-Orléans   | V 104-92       | Jayson Tatum (27)    | Brown, Tatum (8)        | Dennis Schröder (9) | TD Garden 19 156             | 23 - 22 |
| 46    | 19 janvier | Charlotte             | D 102-111      | Dennis Schröder (24) | Al Horford (10)         | Jaylen Brown (6)    | TD Garden 19 156             | 23 - 23 |
| 47    | 21 janvier | Portland              | D 105-109      | Jayson Tatum (27)    | Tatum, R. Williams (10) | Jayson Tatum (7)    | TD Garden 19 156             | 23 - 24 |
| 48    | 23 janvier | @ Washington          | V 116-87       | Jayson Tatum (51)    | Brown, Tatum (10)       | Jayson Tatum (7)    | Capital One Arena 16 371     | 24 - 24 |
| 49    | 25 janvier | Sacramento            | V 128-75       | Jayson Tatum (36)    | Robert Williams (17)    | Marcus Smart (7)    | TD Garden 19 156             | 25 - 24 |
| 50    | 28 janvier | @ Atlanta             | D 92-108       | Jaylen Brown (26)    | Jaylen Brown (12)       | Jayson Tatum (4)    | State Farm Arena 16 932      | 25 - 25 |
| 51    | 29 janvier | @ La Nouvelle-Orléans | V 107-97       | Jayson Tatum (38)    | Robert Williams (16)    | Marcus Smart (12)   | Smoothie King Center 16 168  | 26 - 25 |
| 52    | 31 janvier | Miami                 | D 122-92       | Jaylen Brown (29)    | Jayson Tatum (12)       | Marcus Smart (7)    | TD Garden 19 156             | 27 - 25 |

| Match                  | Date match | Équipe         | Score     | Meilleur marqueur    | Meilleur rebondeur       | Meilleur passeur     | Lieux Spectateurs            | Série   |
| ---------------------- | ---------- | -------------- | --------- | -------------------- | ------------------------ | -------------------- | ---------------------------- | ------- |
| 53                     | 2 février  | Charlotte      | V 113-107 | Josh Richardson (23) | Al Horford (12)          | Jayson Tatum (9)     | TD Garden 19 156             | 28 - 25 |
| 54                     | 4 février  | @ Détroit      | V 102-93  | Jayson Tatum (24)    | Robert Williams (11)     | Marcus Smart (6)     | Little Caesars Arena 17 584  | 29 - 25 |
| 55                     | 6 février  | @ Orlando      | V 116-83  | Jaylen Brown (26)    | Al Horford (11)          | Jayson Tatum (7)     | Amway Center 14 402          | 30 - 25 |
| 56                     | 8 février  | @ Brooklyn     | V 126-91  | Jaylen Brown (22)    | Enes Kanter Freedom (12) | Jaylen Brown (9)     | Barclays Center 17 732       | 31 - 25 |
| 57                     | 11 février | Denver         | V 108-102 | Jayson Tatum (24)    | Robert Williams (16)     | Marcus Smart (7)     | TD Garden 19 156             | 32 - 25 |
| 58                     | 13 février | Atlanta        | V 105-95  | Jayson Tatum (38)    | Robert Williams (14)     | Marcus Smart (7)     | TD Garden 19 156             | 33 - 25 |
| 59                     | 15 février | @ Philadelphie | V 135-87  | Jaylen Brown (29)    | Jayson Tatum (12)        | Payton Pritchard (7) | Wells Fargo Center 20 960    | 34 - 25 |
| 60                     | 16 février | Détroit        | D 111-112 | Jaylen Brown (31)    | Al Horford (7)           | Al Horford (7)       | TD Garden 19 156             | 34 - 26 |
| NBA All-Star Game 2022 |            |                |           |                      |                          |                      |                              |         |
| 61                     | 24 février | @ Brooklyn     | V 129-106 | Jayson Tatum (30)    | Al Horford (13)          | Brown, Smart (6)     | Barclays Center 17 986       | 35 - 26 |
| 62                     | 26 février | @ Détroit      | V 113-104 | Jaylen Brown (27)    | Jayson Tatum (11)        | Marcus Smart (7)     | Little Caesars Arena 19 122  | 36 - 26 |
| 63                     | 27 février | @ Indiana      | D 107-128 | Jayson Tatum (24)    | Robert Williams (11)     | Jaylen Brown (8)     | Gainbridge Fieldhouse 16 872 | 36 - 27 |

| Match | Date match | Équipe          | Score          | Meilleur marqueur | Meilleur rebondeur      | Meilleur passeur     | Lieux Spectateurs       | Série   |
| ----- | ---------- | --------------- | -------------- | ----------------- | ----------------------- | -------------------- | ----------------------- | ------- |
| 64    | 1er mars   | Atlanta         | V 107-98       | Jayson Tatum (33) | Robert Williams (13)    | Jayson Tatum (7)     | TD Garden 19 156        | 37 - 27 |
| 65    | 3 mars     | Memphis         | V 120-107      | Jayson Tatum (37) | Al Horford (15)         | Marcus Smart (12)    | TD Garden 19 156        | 38 - 27 |
| 66    | 6 mars     | Brooklyn        | V 126-120      | Jayson Tatum (54) | Robert Williams (8)     | Marcus Smart (9)     | TD Garden 19 156        | 39 - 27 |
| 67    | 9 mars     | @ Charlotte     | V 115-101      | Jayson Tatum (44) | Robert Williams (11)    | Marcus Smart (9)     | Spectrum Center 18 086  | 40 - 27 |
| 68    | 11 mars    | Détroit         | V 114-103      | Jayson Tatum (31) | Robert Williams (9)     | Jayson Tatum (6)     | TD Garden 19 156        | 41 - 27 |
| 69    | 13 mars    | Dallas          | D 92-95        | Jayson Tatum (21) | Jayson Tatum (11)       | Trois joueurs (4)    | TD Garden 19 156        | 41 - 28 |
| 70    | 16 mars    | @ Golden State  | V 110-88       | Jayson Tatum (26) | Jayson Tatum (12)       | Marcus Smart (8)     | Chase Center 18 064     | 42 - 28 |
| 71    | 18 mars    | @ Sacramento    | V 126-97       | Jayson Tatum (32) | Al Horford (9)          | Pritchard, Smart (8) | Golden 1 Center 15 313  | 43 - 28 |
| 72    | 20 mars    | @ Denver        | V 124-104      | Brown, Tatum (30) | Robert Williams (9)     | Smart, Tatum (7)     | Ball Arena 19 602       | 44 - 28 |
| 73    | 21 mars    | @ Oklahoma City | V 132-123      | Jayson Tatum (36) | Grant Williams (10)     | Al Horford (7)       | Paycom Center 15 345    | 45 - 28 |
| 74    | 23 mars    | Utah            | V 125-97       | Brown, Tatum (26) | Robert Williams (10)    | Marcus Smart (13)    | TD Garden 19 156        | 46 - 28 |
| 75    | 27 mars    | Minnesota       | V 134-112      | Jayson Tatum (34) | Brown, R. Williams (10) | Marcus Smart (7)     | TD Garden 19 156        | 47 - 28 |
| 76    | 28 mars    | @ Toronto       | D 112-115 (OT) | Marcus Smart (28) | Smart, Theis (10)       | Derrick White (8)    | Scotiabank Arena 19 800 | 47 - 29 |
| 77    | 30 mars    | Miami           | D 98-106       | Jaylen Brown (28) | Al Horford (15)         | Marcus Smart (8)     | TD Garden 19 156        | 47 - 30 |

| Match | Date match | Équipe      | Score     | Meilleur marqueur | Meilleur rebondeur  | Meilleur passeur  | Lieux Spectateurs    | Série   |
| ----- | ---------- | ----------- | --------- | ----------------- | ------------------- | ----------------- | -------------------- | ------- |
| 78    | 1er avril  | Indiana     | V 128-123 | Jaylen Brown (32) | Al Horford (10)     | Jaylen Brown (7)  | TD Garden 19 156     | 48 - 30 |
| 79    | 3 avril    | Washington  | V 144-102 | Jaylen Brown (32) | Al Horford (8)      | Smart, Tatum (7)  | TD Garden 19 156     | 49 - 30 |
| 80    | 6 avril    | @ Chicago   | V 117-94  | Jaylen Brown (25) | Horford, Tatum (10) | Jayson Tatum (8)  | United Center 21 095 | 50 - 30 |
| 81    | 7 avril    | @ Milwaukee | D 121-127 | Marcus Smart (29) | Jaylen Brown (10)   | Jaylen Brown (11) | Fiserv Forum 18 046  | 50 - 31 |
| 82    | 10 avril   | @ Memphis   | V 139-110 | Jayson Tatum (31) | Daniel Theis (10)   | Marcus Smart (6)  | FedExForum 17 441    | 51 - 31 |

### Playoffs
| Playoffs Total: 14-10 (Domicile : 6-6; Extérieur : 8-4) |

| Match | Date match | Équipe     | Score     | Meilleur marqueur | Meilleur rebondeur | Meilleur passeur  | Lieux Spectateurs      | Série |
| ----- | ---------- | ---------- | --------- | ----------------- | ------------------ | ----------------- | ---------------------- | ----- |
| 1     | 17 avril   | Brooklyn   | V 115-114 | Jayson Tatum (31) | Al Horford (15)    | Jayson Tatum (8)  | TD Garden 19 156       | 1 - 0 |
| 2     | 20 avril   | Brooklyn   | V 114-107 | Jaylen Brown (22) | Quatre joueurs (6) | Jayson Tatum (10) | TD Garden 19 156       | 2 - 0 |
| 3     | 23 avril   | @ Brooklyn | V 109-103 | Jayson Tatum (39) | Theis, White (6)   | Smart, Tatum (6)  | Barclays Center 18 175 | 3 - 0 |
| 4     | 25 avril   | @ Brooklyn | V 116-112 | Jayson Tatum (29) | Brown, Theis (8)   | Marcus Smart (11) | Barclays Center 18 099 | 4 - 0 |

| Match | Date match | Équipe      | Score     | Meilleur marqueur   | Meilleur rebondeur | Meilleur passeur  | Lieux Spectateurs   | Série |
| ----- | ---------- | ----------- | --------- | ------------------- | ------------------ | ----------------- | ------------------- | ----- |
| 1     | 1er mai    | Milwaukee   | D 89-101  | Jayson Tatum (21)   | Al Horford (10)    | Smart, Tatum (6)  | TD Garden 19 156    | 0 - 1 |
| 2     | 3 mai      | Milwaukee   | V 109-86  | Jaylen Brown (30)   | Al Horford (11)    | Jayson Tatum (8)  | TD Garden 19 156    | 1 - 1 |
| 3     | 7 mai      | @ Milwaukee | D 101-103 | Jaylen Brown (27)   | Al Horford (16)    | Al Horford (5)    | Fiserv Forum 17 736 | 1 - 2 |
| 4     | 9 mai      | @ Milwaukee | V 116-108 | Horford, Tatum (30) | Jayson Tatum (13)  | Marcus Smart (8)  | Fiserv Forum 17 505 | 2 - 2 |
| 5     | 11 mai     | Milwaukee   | D 107-110 | Jayson Tatum (34)   | Brown, Horford (8) | Trois joueurs (6) | TD Garden 19 156    | 2 - 3 |
| 6     | 13 mai     | @ Milwaukee | V 108-95  | Jayson Tatum (46)   | Al Horford (10)    | Marcus Smart (7)  | Fiserv Forum 17 681 | 3 - 3 |
| 7     | 15 mai     | Milwaukee   | V 109-81  | Grant Williams (27) | Al Horford (10)    | Marcus Smart (10) | TD Garden 19 156    | 4 - 3 |

| Match | Date match | Équipe  | Score     | Meilleur marqueur | Meilleur rebondeur | Meilleur passeur  | Lieux Spectateurs | Série |
| ----- | ---------- | ------- | --------- | ----------------- | ------------------ | ----------------- | ----------------- | ----- |
| 1     | 17 mai     | @ Miami | D 107-118 | Jayson Tatum (29) | Jaylen Brown (10)  | Jayson Tatum (6)  | FTX Arena 19 774  | 0 - 1 |
| 2     | 19 mai     | @ Miami | V 127-102 | Jayson Tatum (27) | Marcus Smart (9)   | Marcus Smart (12) | FTX Arena 20 100  | 1 - 1 |
| 3     | 21 mai     | Miami   | D 103-109 | Jaylen Brown (40) | Al Horford (14)    | Marcus Smart (7)  | TD Garden 19 156  | 1 - 2 |
| 4     | 23 mai     | Miami   | V 102-82  | Jayson Tatum (31) | Al Horford (13)    | Derrick White (6) | TD Garden 19 156  | 2 - 2 |
| 5     | 25 mai     | @ Miami | V 93-80   | Jaylen Brown (25) | Jayson Tatum (12)  | Jayson Tatum (9)  | FTX Arena 19 819  | 3 - 2 |
| 6     | 27 mai     | Miami   | D 103-111 | Jaylen Brown (30) | Horford, Tatum (9) | Trois joueurs (5) | TD Garden 19 156  | 3 - 3 |
| 7     | 29 mai     | @ Miami | V 100-96  | Jayson Tatum (26) | Al Horford (14)    | Brown, Tatum (6)  | FTX Arena 20 200  | 4 - 3 |

| Match | Date match | Équipe         | Score     | Meilleur marqueur | Meilleur rebondeur       | Meilleur passeur  | Lieux Spectateurs   | Série |
| ----- | ---------- | -------------- | --------- | ----------------- | ------------------------ | ----------------- | ------------------- | ----- |
| 1     | 2 juin     | @ Golden State | V 120-108 | Al Horford (26)   | Jaylen Brown (7)         | Jayson Tatum (13) | Chase Center 18 064 | 1 - 0 |
| 2     | 5 juin     | @ Golden State | D 88-107  | Jayson Tatum (28) | Al Horford (8)           | Marcus Smart (5)  | Chase Center 18 064 | 1 - 1 |
| 3     | 8 juin     | Golden State   | V 116-100 | Jaylen Brown (27) | Robert Williams III (10) | Jayson Tatum (9)  | TD Garden 19 156    | 2 - 1 |
| 4     | 10 juin    | Golden State   | D 97-107  | Jayson Tatum (23) | Robert Williams III (12) | Jayson Tatum (6)  | TD Garden 19 156    | 2 - 2 |
| 5     | 13 juin    | @ Golden State | D 94-104  | Jayson Tatum (27) | Jayson Tatum (10)        | Brown, Tatum (4)  | Chase Center 18 064 | 2 - 3 |
| 6     | 16 juin    | Golden State   | D 90-103  | Jaylen Brown (34) | Al Horford (14)          | Marcus Smart (9)  | TD Garden 19 156    | 2 - 4 |

### Confrontations en saison régulière
| Conférence Est      | Conférence Est                              | Conférence Est                              | Conférence Est                              | Conférence Est                              | Conférence Ouest                            | Conférence Ouest                            | Conférence Ouest                            |
| Division Atlantique | Division Atlantique                         | Division Atlantique                         | Division Atlantique                         | Division Atlantique                         | Division Nord-Ouest                         | Division Nord-Ouest                         | Division Nord-Ouest                         |
| Équipe              | Domicile                                    | Domicile                                    | Extérieur                                   | Extérieur                                   | Équipe                                      | Domicile                                    | Extérieur                                   |
| ------------------- | ------------------------------------------- | ------------------------------------------- | ------------------------------------------- | ------------------------------------------- | ------------------------------------------- | ------------------------------------------- | ------------------------------------------- |
|                     |                                             |                                             |                                             |                                             | Denver                                      | 108-102                                     | 124-104                                     |
| Brooklyn            | 104-123                                     | 126-120                                     | 126-91                                      | 129-106                                     | Minnesota                                   | 134-112                                     | 103-108                                     |
| New York            | 114-107                                     | 99-75                                       | 134-138 (2OT)                               | 105-108                                     | Oklahoma City                               | 111-105                                     | 132-123                                     |
| Philadelphie        | 88-87                                       | 103-108                                     | 99-111                                      | 135-87                                      | Portland                                    | 105-109                                     | 145-117                                     |
| Toronto             | 83-115                                      | 104-88                                      | 109-97                                      | 112-115 (OT)                                | Utah                                        | 125-97                                      | 130-137                                     |
|                     | 5–3                                         | 5–3                                         | 4–4                                         | 4–4                                         |                                             | 4–1                                         | 3–2                                         |
| Division            | 9–7                                         | 9–7                                         | 9–7                                         | 9–7                                         | Division                                    | 7–3                                         | 7–3                                         |
| Division Centrale   | Division Centrale                           | Division Centrale                           | Division Centrale                           | Division Centrale                           | Division Pacifique                          | Division Pacifique                          | Division Pacifique                          |
| Équipe              | Domicile                                    | Domicile                                    | Extérieur                                   | Extérieur                                   | Équipe                                      | Domicile                                    | Extérieur                                   |
| Chicago             | 114-128                                     | 114-112                                     | 117-94                                      |                                             | Golden State                                | 107-111                                     | 110-88                                      |
| Cleveland           | 111-101                                     |                                             | 89-91                                       | 98-92                                       | L.A. Clippers                               | 82-91                                       | 111-114                                     |
| Detroit             | 111-112                                     | 114-103                                     | 102-93                                      | 113-104                                     | L.A. Lakers                                 | 130-108                                     | 102-117                                     |
| Indiana             | 101-98 (OT)                                 | 128-123                                     | 119-100                                     | 107-128                                     | Phoenix                                     | 123-108                                     | 90-111                                      |
| Milwaukee           | 122-113 (OT)                                | 117-103                                     | 113-117                                     | 121-127                                     | Sacramento                                  | 128-75                                      | 126-97                                      |
|                     | 7–2                                         | 7–2                                         | 5–4                                         | 5–4                                         |                                             | 3–2                                         | 2–3                                         |
| Division            | 12–6                                        | 12–6                                        | 12–6                                        | 12–6                                        | Division                                    | 5–5                                         | 5–5                                         |
| Division Sud-Est    | Division Sud-Est                            | Division Sud-Est                            | Division Sud-Est                            | Division Sud-Est                            | Division Sud-Ouest                          | Division Sud-Ouest                          | Division Sud-Ouest                          |
| Équipe              | Domicile                                    | Domicile                                    | Extérieur                                   | Extérieur                                   | Équipe                                      | Domicile                                    | Extérieur                                   |
| Atlanta             | 105-95                                      | 107-98                                      | 99-110                                      | 92-108                                      | Dallas                                      | 92-95                                       | 104-107                                     |
| Charlotte           | 102-111                                     | 113-107                                     | 140-129 (OT)                                | 115-101                                     | Houston                                     | 108-90                                      | 107-97                                      |
| Miami               | 122-92                                      | 98-106                                      | 95-78                                       |                                             | Memphis                                     | 120-107                                     | 139-110                                     |
| Orlando             | 116-111 (OT)                                |                                             | 92-79                                       | 116-83                                      | New Orleans                                 | 104-92                                      | 107-97                                      |
| Washington          | 107-116                                     | 144-102                                     | 112-115 (2OT)                               | 116-87                                      | San Antonio                                 | 97-99                                       | 88-96                                       |
|                     | 6–3                                         | 6–3                                         | 6–3                                         | 6–3                                         |                                             | 3–2                                         | 3–2                                         |
| Division            | 12–6                                        | 12–6                                        | 12–6                                        | 12–6                                        | Division                                    | 6–4                                         | 6–4                                         |
| Conférence          | 33–19 (Domicile : 18–8; Extérieur : 15–11)  | 33–19 (Domicile : 18–8; Extérieur : 15–11)  | 33–19 (Domicile : 18–8; Extérieur : 15–11)  | 33–19 (Domicile : 18–8; Extérieur : 15–11)  | Conférence                                  | 18–12 (Domicile : 10–5; Extérieur : 8–7)    | 18–12 (Domicile : 10–5; Extérieur : 8–7)    |
| Total               | 51–31 (Domicile : 28–13; Extérieur : 23–18) | 51–31 (Domicile : 28–13; Extérieur : 23–18) | 51–31 (Domicile : 28–13; Extérieur : 23–18) | 51–31 (Domicile : 28–13; Extérieur : 23–18) | 51–31 (Domicile : 28–13; Extérieur : 23–18) | 51–31 (Domicile : 28–13; Extérieur : 23–18) | 51–31 (Domicile : 28–13; Extérieur : 23–18) |

## Classements
| Conférence Est | Conférence Est              | Conférence Est | Conférence Est | Conférence Est | Conférence Est | Conférence Est | Conférence Est |
| No             | Franchise                   | Vic.           | Déf.           | MJ             | V/D            | GB             |                |
| -------------- | --------------------------- | -------------- | -------------- | -------------- | -------------- | -------------- | -------------- |
| 1              | c - Heat de Miami           | 53             | 29             | 82             | .646           | –              |                |
| 2              | y - Celtics de Boston       | 51             | 31             | 82             | .622           | 2              |                |
| 3              | y - Bucks de Milwaukee      | 51             | 31             | 82             | .622           | 2              |                |
| 4              | x - 76ers de Philadelphie   | 51             | 31             | 82             | .622           | 2              |                |
| 5              | x - Raptors de Toronto      | 48             | 34             | 82             | .585           | 5              |                |
| 6              | x - Bulls de Chicago        | 46             | 36             | 82             | .561           | 7              |                |
|                |                             |                |                |                |                |                |                |
| 7              | x - Nets de Brooklyn        | 44             | 38             | 82             | .537           | 9              |                |
| 8              | pi - Cavaliers de Cleveland | 44             | 38             | 82             | .537           | 9              |                |
| 9              | x - Hawks d'Atlanta         | 43             | 39             | 82             | .524           | 10             |                |
| 10             | pi - Hornets de Charlotte   | 43             | 39             | 82             | .524           | 10             |                |
|                |                             |                |                |                |                |                |                |
| 11             | o - Knicks de New York      | 37             | 45             | 82             | .451           | 16             |                |
| 12             | o - Wizards de Washington   | 35             | 47             | 82             | .427           | 18             |                |
| 13             | o - Pacers de l'Indiana     | 25             | 57             | 82             | .305           | 28             |                |
| 14             | o - Pistons de Détroit      | 23             | 59             | 82             | .280           | 30             |                |
| 15             | o - Magic d'Orlando         | 22             | 60             | 82             | .268           | 31             |                |

| Division Atlantique       | V  | D  | MJ | V/D  | GB | Dom   | Ext   | Div  |
| ------------------------- | -- | -- | -- | ---- | -- | ----- | ----- | ---- |
| y - Celtics de Boston     | 51 | 31 | 82 | .622 | –  | 28–13 | 23–18 | 9–7  |
| x - 76ers de Philadelphie | 51 | 31 | 82 | .622 | –  | 24–17 | 27–14 | 6–10 |
| x - Raptors de Toronto    | 48 | 34 | 82 | .585 | 3  | 24–17 | 24–17 | 10–6 |
| x - Nets de Brooklyn      | 44 | 38 | 82 | .537 | 7  | 20–21 | 24–17 | 10–6 |
| o - Knicks de New York    | 37 | 45 | 82 | .451 | 14 | 17–24 | 20–21 | 5–11 |